# Етнічні групи Центральної Америки
До етнічних групи Центральної Америки  входять народи корінного, європейського, африканського та азійського походження та їх суміші, які співіснують у різних країнах цього регіону. Населення Центральної Америки складає понад 50 мільйонів жителів, і вона політично поділена на шість іспаномовних держав (Коста-Рика, Сальвадор, Гватемала, Гондурас, Нікарагуа та Панама) та колишню британську колонію (Беліз).
Три п'ятих центральноамериканців - метиси (у Гватемалі їх називають ладіно), суміш населення корінного та європейського походження; п'ята частина - корінні американці; Є також невеликі спільноти мулатів (європейського та африканського походження), Самбо (корінного та африканського походження), європейських, китайських, індустанських та африканських нащадків. 

## Етнічний склад

### Офіційні переписи населення
Згідно з останніми офіційними переписами населення, проведеними в кожній із країн Центральної Америки, етнічний склад регіону такий:
| країна     | Метиси | Корінні жителі | Білі  | Креоли або гарифуна | Чорні | Мулати | Азійці | Інші   | Невказано | Рік      | Джерело  |
| ---------- | ------ | -------------- | ----- | ------------------- | ----- | ------ | ------ | ------ | --------- | -------- | -------- |
| Беліз      | 49,73% | 9,92%          | 4,68% | 25,38%              | 0,37% | -      | 3,26%  | 6,49%  | 0,12%     | 2010 рік | SIB      |
| Коста-Рика | -      | 2,42%          | -     | -                   | 1,05% | 6,72%  | 0,21%  | 87,37% | 2,21%     | 2011 рік | INEC     |
| Сальвадор  | -      | 8%             | -     | -                   | 0,12% | -      | -      | 0,56%  | -         | 2007 рік | DIGESTYC |
| Гватемала  | 60,06% | 39,40%         | -     | 0,04%               | -     | -      | -      | 0,47%  | -         | 2002 рік | INE      |
| Гондурас   | 82,93% | 7,24%          | 7,87% | 1,63%               | 1,39% | -      | -      | 0,55%  | -         | 2013 рік | INE      |
| Нікарагуа  | -      | 2,07%          | -     | 2,79%               | -     | -      | -      | 3,75%  | 91,36%    | 2005 рік | ВНУТРІ   |
| Панама     | -      | 12,26%         | -     | -                   | 9,19% | -      | -      | -      | 78,55%    | 2010 рік | INEC     |

### Інші джерела
На думку мексиканського антрополога Франсіско Ліскано Фернандеса, расовий склад країн Центральної Америки такий:  
| країна             | Індіанці | Креоли | Метиси | Мулати | Чорношкірі | Креоли та Гарифуна | Азійці |
| ------------------ | -------- | ------ | ------ | ------ | ---------- | ------------------ | ------ |
| Беліз              | 10,6%    | 4,3%   | 48,7%  | -      | 0,3%       | 31,0%              | 3,7%   |
| Коста-Рика         | 0,8%     | 82,0%  | 15,0%  | -      | -          | 2,0%               | 0,2%   |
| Сальвадор          | 8,0%     | 1,0%   | 91,0%  | -      | -          | -                  | -      |
| Гватемала          | 53,0%    | 4,0%   | 42,0%  | -      | -          | 0,2%               | 0,8%   |
| Гондурас           | 7,7%     | 1,0%   | 85,6%  | 1,7%   | -          | 3,3%               | 0,7%   |
| Нікарагуа          | 6,9%     | 14,0%  | 78,3%  | -      | -          | 0,6%               | 0,2%   |
| Панама             | 8,0%     | 10,0%  | 32,0%  | 27,0%  | 5,0%       | 14,0%              | 4,0%   |
| Центральна Америка | 21,1%    | 13,5%  | 59,5%  | 2,4%   | 0,4%       | 2,2%               | 0,8%   |

Всесвітня книга фактів зазначає, що етнічний склад Центральної Америки такий: 
| Країна     | Метиси | Білі  | Американці | Чорношкірі | Мулати | Інші |
| ---------- | ------ | ----- | ---------- | ---------- | ------ | ---- |
| Беліз      | 52,9%  | 4,8%  | 11,3%      | 25,9%      | -      | 5,1% |
| Коста-Рика | 83,6%  | 83,6% | 2,4%       | 1,1%       | 6,7%   | 6,2% |
| Сальвадор  | 91,3%  | 91,3% | 8%         | 0,1%       | -      | 0,6% |
| Гватемала  | 60,1%  | 60,1% | 39,3%      | -          | -      | 0,6% |
| Гондурас   | 90,0%  | 1,0%  | 7,0%       | 2,0%       | -      | -    |
| Нікарагуа  | 69,0%  | 17,0% | 5,0%       | 9,0%       | -      | -    |
| Панама     | 65,0%  | 6,7%  | 12,3%      | 9,2%       | 6,8%   | -    |

В опитуванні Latinobarómetro 2016 року мешканці країн Центральної Америки (за винятком Белізу) заявили про себе таким чином: 
| Країна     | Метиси | Білі | Корінне населення | Мулати | Чорні | Інша раса | Азійці | НД / НВ |
| ---------- | ------ | ---- | ----------------- | ------ | ----- | --------- | ------ | ------- |
| Коста-Рика | 31%    | 40%  | 4%                | 17%    | 3%    | 1%        | 1%     | 3%      |
| Сальвадор  | 68%    | 15%  | 8%                | 7%     | 0%    | 0%        | 2%     | 0%      |
| Гватемала  | 32%    | 17%  | 45%               | 1%     | 1%    | 1%        | 0%     | 3%      |
| Гондурас   | 67%    | 1%   | 13%               | 16%    | 2%    | 1%        | 1%     | 0%      |
| Нікарагуа  | 67%    | 6%   | 8%                | 2%     | 3%    | 0%        | 1%     | 13%     |
| Панама     | 53%    | 16%  | 7%                | 5%     | 10%   | 1%        | 1%     | 7%      |

## Генетичний склад
У ході генетичних досліджень, проведених у різних країнах регіону, був встановлений генетичний профіль для визначення середньої расової суміші країн Центральної Америки. Загалом, між різними дослідженням відмінності у складі не дуже значні, і вони часто стосуються тригібридної генетики.
У 2008 році Олівейра Годіньо з Університету Бразилії провів дослідження O impact das migrações na constituição Genetica de Populações Latino-Americanas, аналіз генетичних компіляцій, визначених у різних країнах Латинської Америки, отримавши такі результати для Центральної Америки: 
| країна     | Європейський внесок | Африканський внесок | Американський внесок |
| ---------- | ------------------- | ------------------- | -------------------- |
| Коста-Рика | 38,1%               | 12,2%               | 49,7%                |
| Сальвадор  | 32,1%               | 9,7%                | 58,2%                |

У 2016 році було проведено дослідження Домішки в регіональних та національних відмінностях Америки, яке показало наступні результати: 
| країна     | Європейський внесок | Африканський внесок | Американський внесок |
| ---------- | ------------------- | ------------------- | -------------------- |
| Беліз      | 37%                 | 25%                 | 38%                  |
| Коста-Рика | 49%                 | 20%                 | 31%                  |
| Сальвадор  | 46%                 | 10%                 | 44%                  |
| Гватемала  | 40%                 | 7%                  | 53%                  |
| Гондурас   | 50%                 | 8%                  | 42%                  |
| Нікарагуа  | 57%                 | 20%                 | 2. 3%                |
| Панама     | 25%                 | 39%                 | 36%                  |

Дослідження Домішки та генетичні взаємозв'язки мексиканських метисів щодо популяцій Латинської Америки та Карибського басейну, засноване на 13 CODIS-STR, виявило, що генетична суміш деяких країн Центральної Америки була такою: 
| країна     | Європейський внесок | Африканський внесок | Американський внесок |
| ---------- | ------------------- | ------------------- | -------------------- |
| Коста-Рика | 63,8%               | 6,2%                | 29,9%                |
| Сальвадор  | 51,7%               | 6,3%                | 42%                  |
| Гватемала  | 40,9%               | 2,6%                | 56,4%                |
| Гондурас   | 58,4%               | 5,4%                | 36,2%                |
| Нікарагуа  | 52,1%               | 13,6%               | 34,3%                |

### Коста-Рика
Згідно з генетичним дослідженням, проведеним у 2002 р., Генетичний склад регіонів Коста-Рики такий: 
| Регіон      | Африканський внесок | Американський внесок | Європейський внесок |
| ----------- | ------------------- | -------------------- | ------------------- |
| Атлантичний | 13%                 | 3. 4%                | 53%                 |
| Центральний | 7%                  | 28%                  | 65%                 |
| Хоротега    | 14%                 | 35%                  | 51%                 |
| Південний   | 8%                  | 38%                  | 54%                 |
| Північ      | 7%                  | 27%                  | 66%                 |
| Коста-Рика  | 9%                  | 30%                  | 61%                 |

Два дослідження, проведені в Центральній долині, виявили, що генетична суміш була такою: 
| Рік      | Європейський внесок | Африканський внесок | Американський внесок |
| -------- | ------------------- | ------------------- | -------------------- |
| 2008 рік | 67%                 | 4%                  | 29%                  |
| 2010 рік | 58%                 | 4%                  | 38%                  |

### Сальвадор
Генетичне дослідження публікації "Геномні компоненти в демографії Америки", в яке проводили генетики з усього континенту та Японії, виявило про те, що середній генетичний склад середнього сальвадорця був таким: 
| країна    | Європейський внесок | Африканський внесок | Американський внесок |
| --------- | ------------------- | ------------------- | -------------------- |
| Сальвадор | 52%                 | 8%                  | 40%                  |

### Гватемала
Дослідження, проведене на зразках Ладіно і Майя з Гватемали, виявило наступні результати: 
| Етнічна група | Американський внесок | Європейський внесок | Африканський внесок |
| ------------- | -------------------- | ------------------- | ------------------- |
| Ладіно        | 55%                  | 41%                 | 4%                  |
| Майя          | 92%                  | 8%                  | 0%                  |

### Гондурас
Дослідження, проведене на загальних зразках та зразках Гарифуна з карибського узбережжя Гондурасу, показало наступні результати: 
| Населення | Європейський внесок | Африканський внесок | Американський внесок |
| --------- | ------------------- | ------------------- | -------------------- |
| Гондурас  | 58,4%               | 5,4%                | 36,2%                |
| Гарифуна  | 26,0%               | 62,0%               | 12,0%                |

### Нікарагуа
- Дослідження 2010 року показало, що генетична суміш у Нікарагуа складалася з  69% європейців, 20% африканців та 11% корінних жителів. [32]
- За результатами Дослідження 2018 року  генетична суміш нікарагуанців у Коста-Риці була такою: 43% європейської, 41% корінної та 16% африканської домішок. [35]

### Панама
Дослідження, проведене в провінціях Панами, показало, що генетичне походження було розподілено наступним чином: 
| Провінція  | Африканський внесок | Американський внесок | Європейський внесок |
| ---------- | ------------------- | -------------------- | ------------------- |
| Чірікі     | 5,56%               | 50,63%               | 43,80%              |
| Кокл       | 16,47%              | 55,25%               | 28,28%              |
| Колон      | 69,34%              | 25,00%               | 5,65%               |
| Еррера     | 58,45%              | 28,44%               | 13,11%              |
| Лос-Сантос | 62,29%              | 14,35%               | 22,72%              |
| Панама     | 57,01%              | 26,25%               | 16,74%              |
| Верагуас   | 18,59%              | 44,29%               | 37,12%              |
| Панама     | 38,72%              | 35,87%               | 25,40%              |

Подібне дослідження показало, що генетична суміш за провінціями така: 
| Провінція  | Африканський внесок | Європейський внесок | Американський внесок |
| ---------- | ------------------- | ------------------- | -------------------- |
| Чірікі     | 15%                 | 21%                 | 64%                  |
| Кокл       | 10%                 | 20%                 | 70%                  |
| Колон      | 47%                 | 19%                 | 3. 4%                |
| Еррера     | 12%                 | 40%                 | 40%                  |
| Лос-Сантос | 25%                 | 42%                 | 33%                  |
| Панама     | 27%                 | 2. 3%               | 50%                  |
| Верагуас   | 11%                 | 39%                 | 50%                  |
| Панама     | 24%                 | 25%                 | 51%                  |